# Hieronymus Lang
Hieronymus Lang (* um 1520 in Hüfingen oder Villingen (?); † 1582 in Schaffhausen) war ein Glasmaler und Begründer einer traditionsreichen Glasmalerfamilie in Schaffhausen. 

## Leben
Hieronymus Lang kam vermutlich 1540 nach Schaffhausen. Am 24. Januar 1541 heiratete er Elsbeth Kloter, danach wurde er Bürger der Stadt und als Glaser, Glasmaler und Flachmaler in die Zunft zum Rüden aufgenommen. 40 Jahre lang betrieb er eine Glasmalerwerkstatt und war der Begründer einer über vier Generationen nachweisbaren Glasmalerfamilie. Seine Söhne Daniel, Adrian und Martin arbeiteten ebenso als Glasmaler, wie sein Enkel Hans Caspar Lang der Ältere und der letzte bekannte Familienangehörige, sein Urenkel Hans Caspar Lang der Jüngere (1599–1649). Die Langs standen in Wettbewerb mit den gleichfalls zugewanderten Familien Lindtmayer und Stimmer. Zusammen begründeten sie den Ruf Schaffhausens als Zentrum der Glasmalerkunst am Oberrhein.
Hieronymus Lang starb im Frühjahr 1582 in Schaffhausen.

## Werk
Hieronymus Lang arbeitete vor allem als Glasmaler. Seine Auftraggeber waren Bürger und Adelige, die Wappen- und Kabinettscheiben zu Repräsentationszwecken anfertigen ließen. Lang fertigte seine Scheiben nach eigenen Rissen (Vorzeichnungen). Seine Glasmalereien weisen klare Konturen, einfache Flächenkompositionen und eine hohe Leuchtkraft auf. Zierrat, Schraffuren und Lavierung setzte er nur sparsam ein. Seine Werke orientieren sich an den Traditionen der Renaissance. In ihrem Zentrum stand in der Regel der Auftraggeber mit Wappenschild auf einem Podest, dazu auf einem Spruchband oder Rollwerk-Kartusche der Name des Auftraggebers, Wohnort und Datum. Als erster signierte und datierte Lang seine Scheiben.
Es sind von Lang in der Sammlung des Museums Allerheiligen zwei Glasgemälde erhalten.
Seine Arbeiten als Flachmaler, beispielsweise die Bemalung der Uhr am Rheintor (1543) und Fassadenmalerei am Fronwaagturm (1549) sind nicht erhalten geblieben.